# 금단의 문
"금단의 문"은 1961년 공개된 대한민국의 영화이다.

## 배역
- 김진규
- 김지미
- 최무룡
- 남미리